# سيكو بكايوكو
سيكو بكايوكو (بالفرنسية: Sekou Bagayoko)‏ (31 ديسمبر 1987 بباماكو في مالي - ) هو لاعب كرة قدم مالي في مركز الوسط. لعب مع شبيبة الساورة ومولودية سعيدة ونادي الأولمبي ونادي دجوليبا.

## وصلات خارجية
- سيكو بكايوكو على موقع قاعدة بيانات كرة القدم.إي يو (الإنجليزية)